# Dido abandonada (Sarro)
Dido abandonada (título original en italiano, Didone abbandonata) es una ópera en tres actos del compositor italiano Domenico Natale Sarro (Trani, 1679 – Nápoles, 1744) con libreto de Pietro Metastasio, cuyo estreno tuvo lugar en el Teatro San Bartolomé de Nápoles, el 1 de febrero de 1724. 

## Libreto
Las fuentes a las que acudió Metastasio para escribir el libreto fueron La Eneida  y  Los Fastos  de los poetas romanos Virgilio y Ovidio respectivamente.

El libreto es el segundo de la producción de Metastasio, estando comprendido entre Siface, re di Numidia  (1723) y  Siroe, re di Persia (1726).

## Personajes

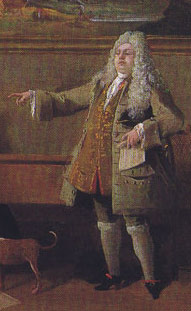
El castrato Nicolò Grimaldi (c. 1710)

| Personaje                                  | Tesitura                       | Reparto el 1 de febrero de 1724 Director: Domenico Natale Sarro |
| ------------------------------------------ | ------------------------------ | --------------------------------------------------------------- |
| Dido, reina de Cartago.                    | soprano                        | Marianna Bulgarelli (La Romanina)                               |
| Eneas, héroe troyano.                      | castrato                       | Nicolo Grimaldi (Nicolini)                                      |
| Jarbas, rey moro bajo el nombre de Arbace. | contralto (papel con calzones) | Antonia Merighi                                                 |
| Selene, hermana de Dido.                   | soprano                        | Benedetta Sorosina                                              |
| Osmida, confidente de Dido.                | contralto (papel con calzones) | Caterina Levi                                                   |
| Araspe, confidente de Jarbas.              | tenor                          | Annibale Pio Fabri (Balino)                                     |

## Argumento

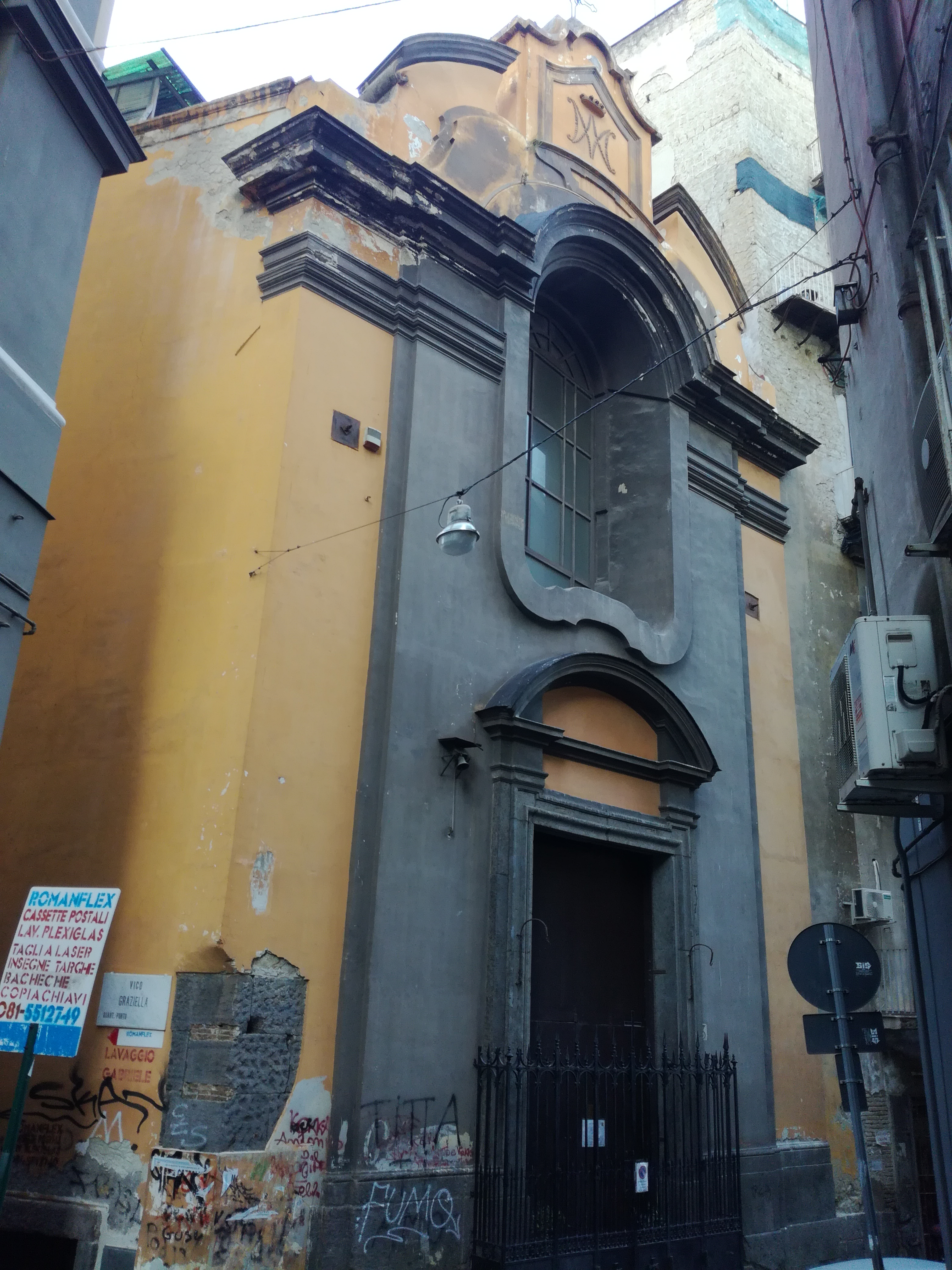
Exterior del Teatro San Bartolomé de NápolesEn la actualidad Iglesia de San Bartolomé

La acción se desarrolla en Cartago. 

Dido, viuda de Siqueo, tras serle asesinado el marido por su hermano Pigmalión, rey de Tiro, huyó con inmensas riquezas a África donde, comprando suficiente territorio, fundó Cartago. 

Fue allí solicitada como esposa por muchos, particularmente por Jarbas, rey de los moros, rehusando siempre, pues decía querer guardar fidelidad a las cenizas del extinto cónyuge. 

Mientras tanto, el troyano Eneas, habiendo sido destruida su patria por los griegos, cuando se dirigía a Italia fue arrastrado por una tempestad hasta las orillas de África, siendo allí recogido y cuidado por Dido, la cual se enamoró de él ardientemente; pero mientras éste se complacía y se demoraba en Cartago por el cariño de la misma, los dioses le ordenaron que abandonara aquel cielo y que continuara su camino hacia Italia donde le prometieron que habría de resurgir una nueva Troya. Él partió, y Dido, desesperadamente, después de haber intentado en vano retenerlo, se suicidó. 

Todo esto lo cuenta Virgilio, uniendo el tiempo de la fundación de Cartago a los errores de Eneas, en un bello anacronismo. 

Ovidio, en el tercer libro de sus Fastos, recoge que Jarbas se apoderó de Cartago tras la muerte de Dido, y que Ana, hermana de la misma, a la que llamaremos Selene, estaba ocultamente enamorada de Eneas. 

Por comodidad de la representación se finge que Jarbas, atraído por ver a Dido, se introduce en Cartago como embajador de sí mismo, bajo el nombre de Arbace. 

## Influencia
Metastasio tuvo gran influencia sobre los compositores de ópera desde principios del siglo XVIII a comienzos del siglo XIX. Los teatros de más renombre representaron en este período obras del ilustre italiano, y los compositores musicalizaron los libretos que el público esperaba ansioso. Didone abbandonata fue utilizada por más de 70 compositores para componer otras tantas óperas de las que ninguna de ellas ha sobrevivido al paso del tiempo.